# Arturs Alberings

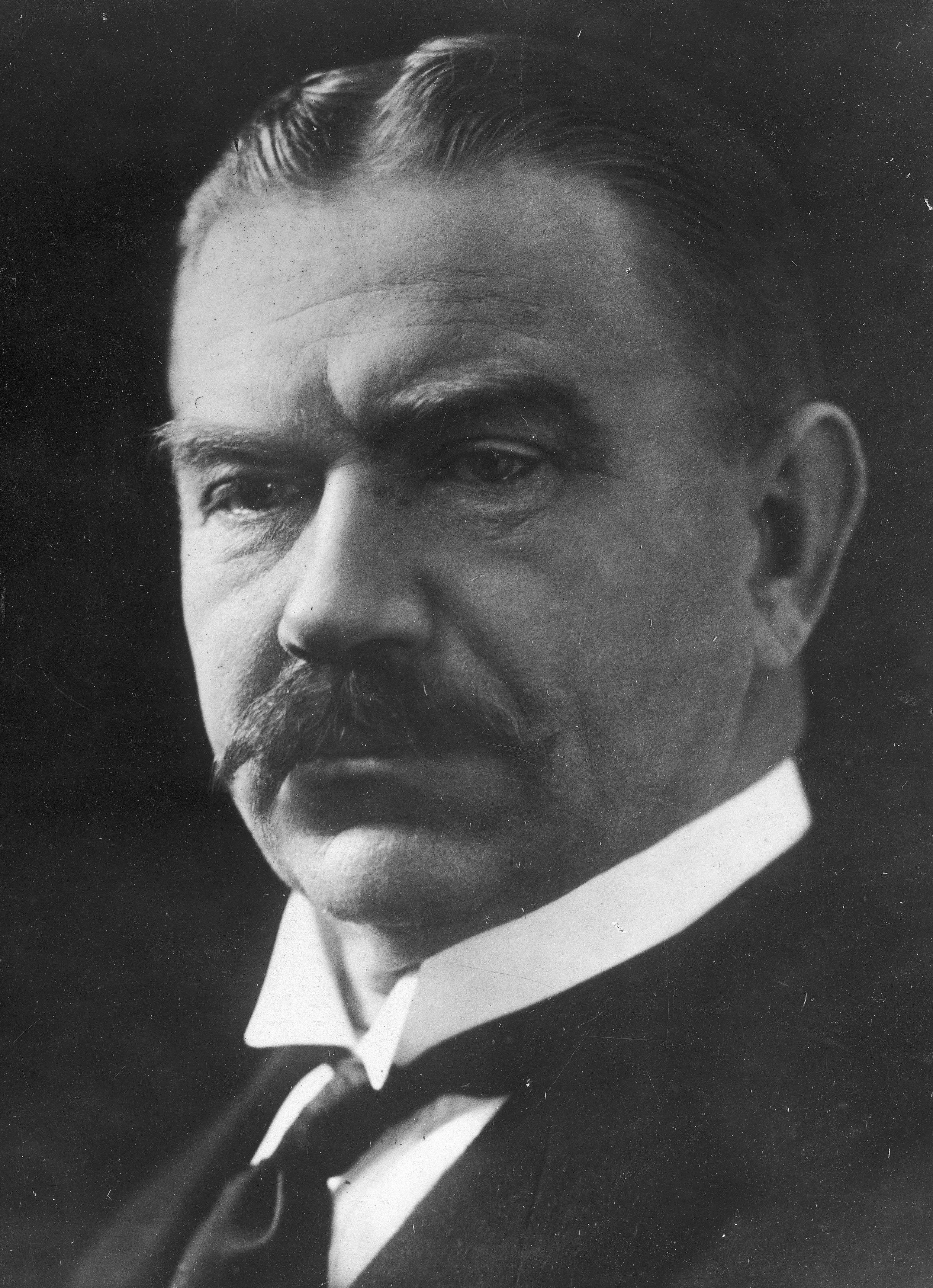
Arturs Alberings (1926)

Arturs Alberings (* 26. Dezember 1876jul. / 7. Januar 1877greg. in Rūjiena; † 26. April 1934) war lettischer Politiker und Ministerpräsident der Partei Bauernverband Lettlands (Latvijas Zemnieku Savienība).

## Leben

### Studium, berufliche Laufbahn und Abgeordneter
Alberings absolvierte nach dem Schulbesuch ein Studium der Agrarwissenschaft, das er 1906 mit einem Lizenziat abschloss. Anschließend war er einige Jahre Direktor einer Landwirtschaftsschule in Russland, ehe er 1910 Direktor des Landwirtschaftlichen Zentralbüros von Riga wurde. Später wurde er einer der Mitbegründer der Studentenverbindung „Fraternitas Rusticana“ der Universität Lettlands.
Alberings begann seine politische Laufbahn bereits 1918 als Mitglied des Lettischen Volksrates, der am 18. November 1918 die Unabhängigkeit Lettlands erklärte. Dort vertrat er die Interessen der Partei Bauernverband Lettlands (Latvijas Zemnieku Savienība). Im Anschluss daran wurde er zunächst als Abgeordneter im April 1920 in die Gesetzgebende Versammlung und im Oktober 1922 erstmals in das Parlament (Saeima) gewählt, dem er dann bis Oktober 1931 angehörte.

### Ministerpräsident von 1926 und Minister
Am 7. Mai 1926 wurde er als Nachfolger von Kārlis Ulmanis Ministerpräsident, obwohl er über keinerlei Regierungserfahrung verfügte. In seinem bis zum 18. Dezember 1926 amtierenden Kabinett übernahm er am 10. September 1926 auch das Amt des Finanzministers. Nach etwas mehr als siebenmonatiger Regierungszeit wurde er Marģers Skujenieks, dem ersten sozialdemokratischen Ministerpräsidenten Lettlands abgelöst.
Am 1. Dezember 1928 wurde er von Hugo Celmiņš zum Landwirtschaftsminister ernannt und verblieb in diesem Amt bis zum 5. März 1930. Das Amt des Landwirtschaftsministers übernahm er dann erneut vom 27. März bis 5. Dezember 1931 im sechsten Kabinett Ulmanis.
Anschließend zog er sich weitgehend aus der Politik zurück.